# Spinové kvantové číslo
Spinové kvantové číslo je v atomové fyzice kvantové číslo, které parametrizuje vnitřní moment hybnosti (spinový moment hybnosti nebo prostě spin) dané částice. Spinové kvantové číslo je čtvrtým ze sady kvantových čísel (další jsou hlavní kvantové číslo, vedlejší kvantové číslo a magnetické kvantové číslo), která zcela popisují kvantový stav elektronu. Spinové kvantové číslo se značí s.

## Původ
Jako řešení pro určité parciální diferenciální rovnice může být kvantovaný moment hybnosti psán jako:
{\displaystyle \Vert \mathbf {s} \Vert ={\sqrt {s\,(s+1)}}\,\hbar }
kde
{\displaystyle \mathbf {s} } je kvantovaný spinový vektor
{\displaystyle \Vert \mathbf {s} \Vert } je norma spinového vektoru
{\displaystyle s} je spinové kvantové číslo spojené se spinovým momentem hybnosti
{\displaystyle \hbar } je redukovaná Planckova konstanta.
Libovolný daný směr z (obvykle určený vnějším magnetickým polem) z-projekce spinu je dán:
{\displaystyle s_{z}=m_{s}\,\hbar }
kde ms je sekundární spinové kvantové číslo, sahající od −s do +s v krocích po jedné. To vytváří 2 s + 1 různých hodnot ms.
Povolené hodnoty pro s jsou nezáporná celá čísla nebo poloviny celých čísel. Fermiony (jako elektron, proton nebo neutron) mají poločíselné hodnoty, zatímco bosony (například foton nebo mezon) mají celočíselné hodnoty spinu.

## Algebra
Algebraická teorie spinu je věrnou kopií momentu hybnosti v teorii kvantové mechaniky. Předně spin dodržuje základní komutační vztah:
{\displaystyle [S_{i},S_{j}]=i\hbar \epsilon _{ijk}S_{k}},
{\displaystyle \left[S_{i},S^{2}\right]=0}
kde εlmn je (antisymetrický) Levi-Civitův symbol. To znamená, že není možné současně zjistit dvě souřadnice spinu z důvodu omezení principem neurčitosti.
A dále, vlastní vektory {\displaystyle S^{2}} a {\displaystyle S_{z}} splňují:
{\displaystyle S^{2}|s,m_{s}\rangle ={\hbar }^{2}s(s+1)|s,m_{s}\rangle }
{\displaystyle S_{z}|s,m_{s}\rangle =\hbar m_{s}|s,m_{s}\rangle }
{\displaystyle S_{\pm }|s,m_{s}\rangle =\hbar {\sqrt {s(s+1)-m_{s}(m_{s}\pm 1)}}|s,m_{s}\pm 1\rangle }
kde {\displaystyle S_{\pm }=S_{x}\pm iS_{y}} jsou operátory kreace a anihilace.

## Spin elektronu
První pokusy vysvětlit chování elektronu v atomech byly založeny na řešení Schrödingerovy rovnice pro atom vodíku, tedy nejjednodušší atom s jediným elektronem vázaným na jádro. Tento model byl úspěšný při vysvětlení mnoha rysů atomového spektra.
Řešení požaduje, aby každý možný kvantový stav elektronu byl popsán třemi kvantovými čísly. Ty byly identifikovány jako hlavní kvantové číslo určující slupku elektronu, vedlejší kvantové číslo a magnetické kvantové číslo. Moment hybnosti je tak zvaná "klasická" koncepce měření hybnost hmoty pohybující se kruhově kolem bodu. Čísla slupek začínají na 1 a zvyšují do nekonečna. Každá slupka čísla n obsahuje n² orbitalů. Každý orbital je charakterizován svým číslem l, kde l nabývá hodnot od 0 do n−1, a číslem momentu hybnosti m, kde m nabývá hodnot od +l do −l. Prostřednictvím různých aproximací a rozšíření, byli fyzici schopni rozšířit tento model z vodíku, na složitější atomy, obsahující více elektronů.
Atomová spektra opatření radiace absorbovaná nebo emitované elektrony "skákat" z jednoho "stát" do druhého, kdy je stát zastoupený hodnotami n, l a m. Takzvaný "pravidlo Transition" omezuje co "přeskočí" jsou možné. Obecně platí, že skok nebo "přechod" je povolen pouze tehdy, pokud všechny tři čísla měnit v tomto procesu. Je to proto, že přechod bude schopen způsobit, že emise nebo absorpci elektromagnetického záření pouze tehdy, pokud se jedná o změny v elektromagnetickém dipólu atomu.
V atomovém spektru lze změřit záření absorbované nebo vyzářené elektrony skákající z jednoho stavu do druhého, kde je stav zastoupený hodnotami n, l a m. Takzvané translační pravidlo omezuje jaké skoky jsou možné. Obecně platí, že skok nebo přechod je možný pouze v případě že se v tomto procesu mění všechna tři kvantová čísla. To proto, že přechod bude schopen způsobit emisi nebo absorpci elektromagnetického záření pouze tehdy, když se jedná o změny elektromagnetickém dipólu atomu.
Nicméně již v prvních letech existence kvantové mechaniky bylo rozpoznáno, že atomová spektra měření ve vnějším magnetickém poli Země nelze vysvětlit jen s pomocí n, l a m. Řešení tohoto problému navrhli v roce 1925 George Uhlenbeck a Samuel Goudsmith, dva žáci Paula Ehrenfesta (který jejich myšlenku odmítl) a nezávisle na nich také Ralph Kronig. Tito představili myšlenku vlastní rotace elektronu, což by mohlo vést ke vzniku vektoru momentu hybnosti navíc spojenému s pohybem v orbitalu.
Spinový moment hybnosti je charakterizován jako kvantové číslo s = 1/2 specificky pro elektron. Analogicky jako v případě jiného kvantovaného momentu hybnosti L je možné získat výraz pro celkový spinový moment hybnosti:
{\displaystyle S=\hbar {\sqrt {{\frac {1}{2}}\left({\frac {1}{2}}+1\right)}}={\frac {\sqrt {3}}{2}}\hbar }
kde
{\displaystyle \hbar } je redukovaná Planckova konstanta.
Jemná struktura vodíkového spektra je sledována jako dublet odpovídající dvěma možnostmi pro z-složky momentu hybnosti, kde pro daný směr z:
{\displaystyle \mathbf {S_{z}} =\pm {\frac {1}{2}}\hbar }
jejichž řešení má jen dva možné Z komponenty pro elektron. V elektronu jsou dvě různé orientace spinu, někdy označované jako "spin nahoru" nebo "spin dolů".
Spinové vlastnosti elektronu by vedly k magnetickému momentu hybnosti, který je potřebný pro čtvrté kvantové číslo. Magnetický moment elektronu je dán vzorcem::
{\displaystyle \mathbf {\mu _{s}} =-{\frac {e}{2m}}gS}
kde
e je náboj elektronu
g je Landého g-faktor
a rovnicí:
{\displaystyle \mathbf {\mu _{z}} =\pm {\frac {1}{2}}g{\mu _{B}}}
kde {\displaystyle \mu _{B}} je Bohrův magneton.
Když mají atomy sudý počet elektronů, spin každého elektronu v každém orbitalu má protilehlou orientaci než spin sousedních elektronů. Nicméně mnoho atomů má lichý počet elektronů nebo uspořádání elektronů, ve kterém mají různý počet elektronů s orientací spinu směrem nahoru a dolů. Tyto atomy nebo elektrony mají takzvané nepárové spiny a lze je detekovat metodou elektronové paramagnetické rezonance.

## Detekce spinu
Když pozorujeme spektrum vodíku ve velmi vysokém rozlišení, můžeme objevit dvojice spektrálních čar velmi blízko sebe. Toto rozdělení se nazývá jemná struktura a jde o jeden z prvních experimentálních důkazů existence spinu elektronů. Přímé pozorování vnitřního momentu hybnosti, tedy spinu poprvé provedli Otto Stern a Walther Gerlach v roce 1920. Více viz Sternův–Gerlachův experiment.

## Energetické hladiny z Diracovy rovnice
V roce 1928 vytvořil Paul Dirac relativistickou kvantovou rovnici, která nyní nese jeho jméno. Zároveň předpověděl spinový magnetický moment a současně zachází s elektronem jako bodu podobnou částicí. Při řešení Diracovy rovnice pro energetické hladiny elektronu v atomu vodíku vyplynou přirozeně všechna čtyři kvantová čísla, včetně spinového a řešení velmi dobře souhlasí s experimenty.